# Giuseppe Caronia
Giuseppe Caronìa (San Cipirello, 15 maggio 1884 – Roma, 15 gennaio 1977) è stato un politico e pediatra italiano.

## Attività scientifica
Dal 1911 al 1913 fu interno ospedaliero nella clinica pediatrica dell'università di Palermo diretta da Rocco Jemma e da quella data lo seguì all'università di Napoli. Nel 1915 divenne primario presso l'ospedale dei bambini Pausillipon di Napoli. Durante la prima guerra mondiale fu ufficiale medico nella Croce Rossa Italiana.
Nel 1922 partecipò al concorso per la cattedra di clinica pediatrica dell'università di Roma, riuscendo primo della terna designata. In quel periodo si avvicinò al Partito Popolare Italiano di Luigi Sturzo di cui divenne amico. Nel 1925 fu istituita una commissione di inchiesta "sull'andamento scientifico, amministrativo, disciplinare e morale della Clinica pediatrica dell'Università di Roma" e a conclusione nel 1927 il Consiglio superiore della Pubblica Istruzione lo censurò, e fu trasferito da Roma a Napoli, come direttore della cattedra di malattie infettive dell'infanzia.
Nel 1929 fu chiamato come professore di ricerche mediche presso l'Università di San Francisco, da cui tornò nel 1930 fu nuovamente chiamato alla direzione della cattedra di malattie infettive dell'infanzia dell'Università di Napoli.
Nel 1935 fu trasferito a Roma come professore incaricato della cattedra di malattie infettive dell'università e direttore del reparto di malattie infettive degli Ospedali riuniti di Roma. Nel 1943-1944, durante i nove mesi dell'occupazione nazista di Roma ricoverò ottantanove perseguitati politici fra i quali quaranta ebrei.
Dopo la liberazione di Roma fu reintegrato come docente ordinario e divenne rettore dell'università cittadina, restandolo fino al 1948.

## Attività politica
Con l'avvento della Repubblica fu eletto alla Costituente nelle liste della Democrazia Cristiana. Nel luglio del 1946 promosse la costituzione del "Gruppo Medico Parlamentare" di cui fu presidente. Ad esso aderirono ventotto medici costituenti appartenenti a tutti i partiti politici.
Fu poi eletto alla Camera dei deputati nella I (1948) e nella II legislatura (1953), sempre nella DC, e restò deputato fino al 1958. Fu consigliere comunale di Roma dal 1948 al 1956.
Nel 1964 firmò con Randolfo Pacciardi, Ivan Matteo Lombardo, Raffaele Cadorna, Alfredo Morea, Tomaso Smith, Mario Vinciguerra ed altri il manifesto per la Nuova Repubblica a carattere presidenziale.
Fu presidente della Lega italiana per la lotta contro la poliomielite. Morì a Roma il 15 gennaio 1977.
Nel 1955 fu insignito del diploma di I classe ai benemeriti della scuola, della cultura e dell'arte. Per aver protetto alcuni ebrei a rischio della sua vita, il 25 giugno 1998 Tullia Zevi gli consegnò alla memoria l'onorificenza di Giusto tra le nazioni.